# Powell (Wyoming)
Powell – miasto w Stanach Zjednoczonych, w stanie Wyoming, w hrabstwie Park.